# Aibl
Aibl è una frazione di 1 386 abitanti del comune austriaco di Eibiswald, nel distretto di Deutschlandsberg (Stiria). Già comune autonomo, il 1º gennaio 2015 è stato aggregato a Eibiswald assieme agli altri ex comuni di Großradl, Pitschgau, Sankt Oswald ob Eibiswald e Soboth, tramite il Passo di Radelj si raggiunge il comune sloveno di Radlje ob Dravi.